# Erhart mladší z Kunštátu

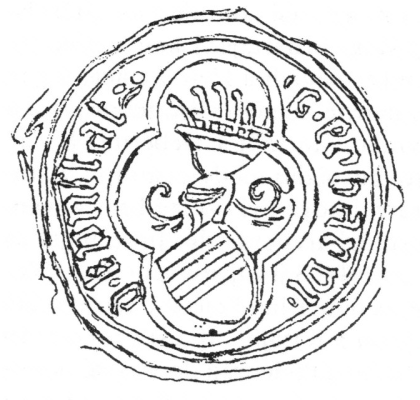
Pečeť Erharta mladšího z Kunštátu

Erhart mladší z Kunštátu († 1414) byl moravský šlechtic z rodu pánů z Kunštátu, poslední mužský člen kunštátské větve. 

## Život
Jeho otcem byl Erhart starší z Kunštátu.  
První písemná zmínka o Erhartovi pochází z roku 1398. Jelikož veřejně vystupoval ještě za otcova života, od roku 1404 se v listinách objevoval s přídomkem "mladší", aby byl od něj odlišen. Veřejného života se však aktivně účastnil společně s otcem. 
Kvůli sporu s Václavem IV. byl označen za zemského škůdce, ale po uznání části viny králem mu bylo odpuštěno. Roku 1407 v rámci nepokojů na Moravě Erhart dobyl rakouské město Marchegg. Po smrti otce převzal jeho úřad brněnského komorníka. Dostal se však do svízelné finanční situace. Jeho otec mu sice zanechal značný majetek, ale též dluhy, navíc bylo nutno finančně zabezpečit sourozence. Proto Erhart začal s postupným prodejem svých majetků. Část z nich prodal i svým příbuzným z rodu pánů z Kunštátu. Přesto i nadále držel velký majetek a měl předpoklady pro další rodový vzestup. V roce 1414 však Erhart umírá, aniž by zanechal jakýchkoliv potomků. Vymřela jím kunštátská větev, ale jeho majetek rodu pánů z Kunštátu zůstal a mohla se o něj opřít zejména poděbradská větev, z níž vzešel pozdější český král Jiří z Poděbrad. 
Jeho pečeť je nicméně připojena pod stížný list proti upálení Jana Husa z 2. září 1415. 